# Gründerzentrum der RWTH Aachen

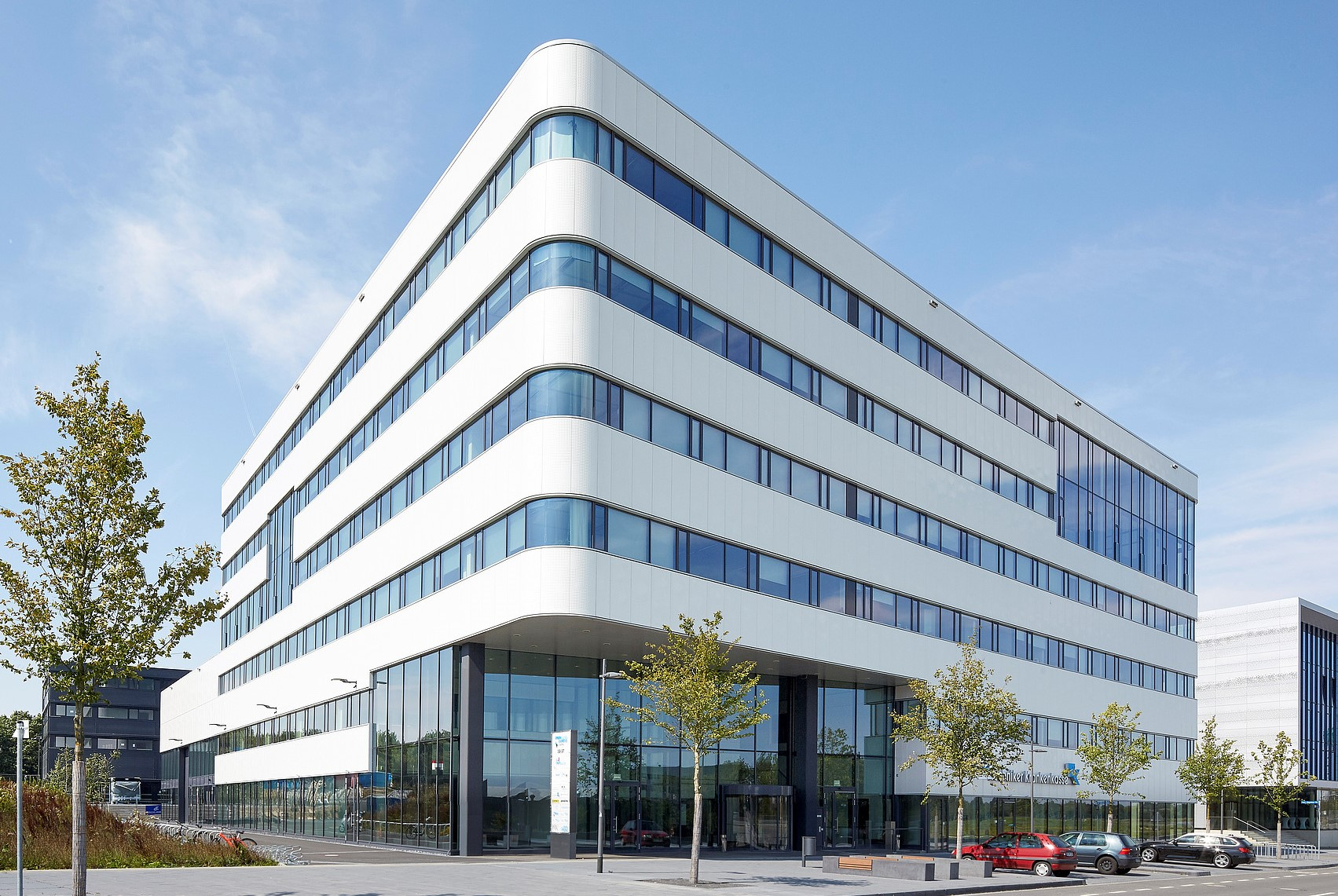
Standort Gründerzentrum im Gebäude des Cluster Smart Logistik auf dem Campusboulevard Aachen

Das Gründerzentrum der RWTH Aachen ist ein von der RWTH Aachen, der IHK Aachen sowie den Sparkassen Aachen und Heinsberg im Jahr 2000 eröffnetes Gründerzentrum. Sein Ziel ist es, die Gründerkultur an der RWTH und in der Region zu fördern und gründungsinteressierte Studenten und Wissenschaftler in allen Phasen der Gründung zu unterstützen. Unternehmern werden Leistungen von der Ideenfindung, über die Business-Plan-Beratung bis hin zur Finanzierung und Nachgründungsbetreuung angeboten.

## Geschichte
Nachdem das Gründerzentrum im Jahr 2000 ins Leben gerufen wurde, wurde 2003 ergänzend der Entrepreneurship-Lehrstuhl (Lehrstuhl WIN) unter der Leitung von Malte Brettel eingerichtet. Durch die Zusammenarbeit zwischen dem Entrepreneurship-Lehrstuhl und dem Gründerzentrum konnten in den letzten Jahren entscheidende Impulse für die Entwicklung des Unternehmertums an der RWTH geschaffen werden und seit 2007 konnte durch Exist III das vorhandene Angebot in den Bereichen Mobilisierung, vornehmlich für Wissenschaftler an den RWTH-Instituten, und Coaching erheblich ausgebaut werden. Zusätzlich wurde das Netzwerk an Partnern des Gründerzentrums erweitert. So konnte in den letzten Jahren eine Wertschöpfungskette für Gründer aufgebaut werden, welche insbesondere in den Phasen Mobilisierung, Training und Coaching ein umfassendes Angebot bietet. Um eine weitere Zielgruppe anzusprechen, wird durch das TRACE-Programm neben den RWTH Studenten auch den Studenten an der FH Aachen die Möglichkeit geboten, sich bereits während des Studiums und ohne eigene Gründungsidee mit dem Thema Gründung zu beschäftigen und Kontakte zur Gründerszene aufzubauen. 

## Angebot
Das Gründerzentrum der RWTH Aachen bietet gründungsinteressierten Studenten und Wissenschaftlern in allen Phasen der Gründung eine ganzheitliche Betreuung und Hilfestellungen zu gründungsrelevanten Fragestellungen:
- Vertrauliche Diskussion der Idee
- Erstellung des Business Plans
- Suche nach einem Team
- Suche nach Geschäftspartnern
- Unterstützung bei der Finanzierung
- Vermittlung von Experten
- Vermittlung von Büroräumen

Neben der individuellen Betreuung der Teams wird durch Trainings und Workshops eine Gründerausbildung- und eine Plattform zum Netzwerken angeboten, um die Teilnehmer auf eine Selbstständigkeit vorzubereiten. 
Coaches unterstützen mit verschiedenen Angeboten die Suche nach Kapitalgebern:
- Unterstützung bei Exist-Gründerstipendien und Forschungstransfers: Vom Bundesministerium für Wirtschaft vergebene Stipendien mit einem Wert bis zu 600.000 €, die nicht zurückzuzahlen sind
- Netzwerkveranstaltungen, um potenzielle Investoren zu treffen
- Unterstützung bei der Pitch-Vorbereitung

Neben der Betreuung in der Gründungsphase, bietet das Gründerzentrum auch im Bereich der Nachgründungsbetreuung ein umfangreiches Angebot und hilft jungen Unternehmen bei der erfolgreichen Markteinführung und ermöglicht deren nachhaltiges Wachstum. 